# Kennedy Chandler
Kennedy Collier Chandler, né le 16 septembre 2002 à Cordova (en) dans le Tennessee, est un joueur américain de basket-ball évoluant au poste de meneur et mesurant 1,80 m.

## Biographie

### Carrière universitaire
Entre 2021 et 2022, il joue pour les Volunteers du Tennessee.
Chandler réalise une bonne saison avec les Volunteers. Les Volunteers remportent le tournoi de la Southeastern Conference et Chandler est élu MVP du tournoi (en). Les Volunteers sont éliminés du tournoi final NCAA par les Wolverines du Michigan. Chandler finit avec des statistiques de 13,9 points et 4,7 passes décisives ainsi que des récompenses dans l'équipe des meilleurs freshmen de la SEC (All-Freshman Team) et dans la deuxième meilleure équipe de la SEC (All-SEC Second Team).

### Carrière professionnelle

#### Grizzlies de Memphis (2022-avril 2023)
Lors de la draft 2022, il est choisi en 38e position par les Spurs de San Antonio pour les Grizzlies de Memphis.
Il est coupé début avril 2023.

## Statistiques

### Universitaires
| Saison    | Équipe    | Matchs | Titul. | Min./m | % Tir | % 3pts | % LF | Rbds/m. | Pass/m. | Int/m. | Ctr/m. | Pts/m. |
| --------- | --------- | ------ | ------ | ------ | ----- | ------ | ---- | ------- | ------- | ------ | ------ | ------ |
| 2021-2022 | Tennessee | 34     | 34     | 30,8   | 46,4  | 38,3   | 60,6 | 3,20    | 4,70    | 2,20   | 0,20   | 13,90  |
| Carrière  | Carrière  | 34     | 34     | 30,8   | 46,4  | 38,3   | 60,6 | 3,20    | 4,70    | 2,20   | 0,20   | 13,90  |

## Palmarès
- Second-team All SEC (2022)
- SEC All-Freshman Team (2022)
- McDonald's All-American (2021)
- Jordan Brand Classic (2021)
- Nike Hoop Summit (2021)
- 2× Tennessee Mr. Basketball (2019, 2020)
- SEC Tournament MVP (2022)